# Kirsi Perälä
Kirsi Perälä est une fondeuse finlandaise, née le 6 mai 1982 à Forssa.

## Biographie
Sa carrière junior est riche d'une médaille de bronze obtenue dans les Championnats du monde de la catégorie en 2001 dans l'épreuve du sprint.
En 2003, elle est médaillée d'or à l'Universiade en sprint puis fait ses débuts en Coupe du monde à Borlänge où elle obtient une bonne 11e place en sprint.
Son meilleur résultat en Coupe du monde en janvier 2010, une 5e place au sprint classique d'Otepää. Son meilleur classement général en Coupe du monde est le 34e rang en 2005.
Aux Jeux olympiques d'hiver de 2010, elle passe les qualifications du sprint pour se classer finalement 19e.
En 2011, elle décide d'arrêter sa carrière au haut niveau.